# Романи Куліша
«Романи Куліша» (1930) — твір Віктора Домонтовича (1894–1969), написаний у жанрі романізованої біографії про стосунки з жінками й суспільну та творчу діяльність Пантелеймона Куліша у 1856–1862 рр. (Кулішеві — 38-42 роки).
Панталеймон Куліш — «велика наукова любов» Віктора Петрова (другою любов'ю був Григорій Сковорода), «піонерові з сокирою важкою» він присвятив чи не найбільше своїх статей. Куліш для всіх неокласиків був знаковою постаттю, імпонував їм як культуртрегер та європеїст, однак саме В. Петров поставив його в центр своїх наукових студій .

## Жанр романізованої біографії
Цей жанр в український модерній прозі започаткував Віктор Петров-Домонтович. У 20-ті рр. ХХ ст. зростає інтерес до жанру романізованих біографій. Після появи 1923 р. «Аріеля, або життя Шеллі» одна за одною виходять блискучі книги Андре Моруа. Тоді ж з’являються життєписи німецьких романтиків, Гельдерліна й Клейста, написані Стефаном Цвейгом. Після появи відповідно 1925 і 1928 рр. романів Юрія Тинянова про Кюхельбекера та Грибоєдова активізуються дискусії про їхню жанрову приналежність у російській періодиці. З-поміж українських теоретиків найбільше писав про художні біографії Володимир Державин. У статті «Сучасна українська історична белетристика» («Критика», 1929 р.) він спробував дати власне жанрове визначення: «Белетризована (чи романізована) історія відрізняється від історичної белетристики насамперед тим, що вона принципово нічого не вигадує, вона перетворює наукову тему на літературну не змінами та додатками, а навпаки — концентрацією та скороченням теми, комбінуванням окремих науково-історичних елементів її, та ще й художнім характером викладу. Для історичного роману найхарактерніше є те, що автор додав від себе; для белетризованої історії те, що автор відкинув». 
Жанр романізованої біографії приваблював можливістю синтезу, поєднання елементів наукового й художнього дискурсу. На основі матеріалів, зібраних В. Петровим для дисертації про П. Куліша, письменник створює романи «Аліна й Костомаров» (1929) та «Романи Куліша» (1930). Окрім того, романізовані біографії пишуться чи не паралельно з романом «Доктор Серафікус». Так, у цих текстах попри різну жанрову приналежність можна простежити деякі перегуки й варіації близьких мотивів і тем. 
Незавершеною залишилася  книга «Мовчуще божество» – романізована біографія однієї з коханих жінок П. Куліша – Марка Вовчка. Але й попри незавершеність, як зауважує В. П. Агеєва у статті «Мовні ігри Домонтовича», це один з найцікавіших текстів у прозі Віктора Петрова. «Жоржзандизм» Марка Вовчка не вписувався у канонічний портрет борця з кріпацькою неволею й збирача фольклорних скарбів. Домонтович робить чи не єдину спробу «реконструювати» іконописний образ. 
Крім того, героями белетризованих біографій Домонтовича стають Франциск Ассізький, 
Рільке, Гете, Вацлав Жевуський,Тихо Браге, Йоганн Кеплер, Гракх Бабеф, Сава Чалий, Фрідріх Гельдерлін. Серед невеликих романізованих біографій Домонтовича – також і твори «Франсуа Війон» й белетризована оповідь про ван Гога «Самотній мандрівник простує по самотній дорозі». Творчість цих митців розвивалася на межі двох епох: Середньовіччя й Нового часу у поета Ф. Війона, а у Ван Ґоґа –на межі Нового часу та «Нашого часу», який в історіософії Домонтовича корелюється з Середньовіччям, а не з ренесансними цінностями.

## Композиція твору
Роман складається з передмови – «Вступних уваг» – та п’яти розділів, перший з яких – «Літо року 1856» – оповідає про тогочасні й ранішні події з життя П. Куліша, ідеї та переконання, а також стосунки з Манею де-Бальмен та дружиною Олександрою Михайлівною Білозерською (Ганною Барвінок). Наступні розділи роману – про стосунки Куліша з Лесею Милорадовичівною, Марком Вовчком, Параскою Глібовою та Ганною Рентель – «романи», які часто розвивалися лише епістолярно, а не в реальності, й при тому, декілька водночас.

## «Романи» Пантелеймона Куліша і його педагогічна еротика
Двозначність у назві книги «Романи Куліша» Петрова-Домонтовича «може дезорієнтувати читача, адже сюжетно тут йдеться про любовні романи Куліша з жінками, а не про аналіз його романної прози. Але так демонструється взаємопов’язаність цих  двох понять. Віктор Петров трактує кохання Куліша як наскрізь «літературне», а крім того, й такого, що враховує певні риторичні приписи й загалом романтизм як панівний стиль доби. 

Роки після повороту з тульського заслання – роки невизначеності, сумніву й вагань. Куліш не знає, що йому робити, за що взятись, де оселитись, якій справі віддатись: він, як кажуть: ні в сих, ні в тих.
-	«Человек, соскочивший с рельсов», — визначає він сам себе.
Він увесь час почуває себе під вражінням катастрофи року 1847: людина без власного ім’я, під постійним поліцайним доглядом.

Розрив між тенденцією та подіями став для Куліша не тільки способом захиститися від цензури, але й способом творчості, в основі якою, як і в кожного романтика, лежить розлад між замислом і виконанням, мрією і дійсністю, особою і середовищем, думка про невтіленість мрії й недосяжність Далекої й Невідомої. Це стало стилем Куліша-письменника й Куліша як людини. 
Його політична програма українофільства – це проповідь боротьби за слово, моралізаторство «правдивого серця», ідея «хуторянства», компромісне вагання між містом і селом. Як пише В. Петров, це – «анемічні думки, нетривкі позиції, сумнівні оцінки».

З моралістичною проповіддю «добра» й «добрости», просвітником виступає Куліш і в своїх романах. Культурництво – основний тон його взаємин з жінками. Як у сфері політичної акції він обмежується «боротьбою за слово», «проповіддю слова», так само і в коханні він обмежується листуванням з коханою жінкою, «словами», уникаючи зустрічі, побачення, рішучих, остаточних кроків. Він утримується здійсняти кохання: він шукає «ідеальних» виходів з кожної романічної ситуації, дарма що шлях «реального» кохання зовсім не був би для нього неможливий.

Його кохання — це моралізаторство й менторство, культурницьке «просвітництво». На всіх романах Кулішевих виразно позначилася ця його тенденція «просвіщати» кохану жінку.
За коректами, перекладами, рукописами, книжками Куліш не помітив, як минула його без любовна молодість. 1856 р. він їде з Петербурга в Україну, зокрема аби набратися поетичних вражень.
Куліш захоплюється 16-річною Манею де-Бальмен, графською дочкою, але справжньою «сільською панночкою», що не бережеться сонця й у якій немає й тіні аристократизму. Така природність і простота імпонує Кулішеві, але з молодою Манею він не фліртує, а вивчає її, спостерігає за нею. До всіх своїх жінок Куліш ставився як експериментатор, дослідник, його еротика – педагогічна. Про Маню він пише листи своїй дружині Олександрі Білозерській. 
Подорожуючи Україною, П. Куліш приїхав до Тарнавських у Качанівку, де познайомився з дрібними поміщиками Милорадовичами. Куліш пише про їхніх двох дочок – Марію та Олександру – наполовину українку, наполовину француженку, якою дуже захопився. Взагалі ж друга половина 50-х рр. – критичний час в особистому житті Пантлеймона Олександровича. 9-літній шлюб з Олександрою Білозерською остогид і приївся. Пані Олександра – прекрасна господиня, але Куліш вважає її малоосвіченою й малописьменною, його дратує її старомодність, невміння одягатися... Куліш мріє про «іншу», про «Марію», протиставлену прозаїчній «Марті». Олександра не протестує і мовчки все зносить. 1957 року вона повертається в Україну до рідної Мотронівки, а Куліш залишається у Петербурзі. 
4  вересня 1856 Куліш із хутора Баївщини написав першого листа до Олександри Милорадовичівни, додержаного в стилі чемно-офіційного церемонного звернення: «Вельможна панно». Але вже й тут звучить лірична нотка: «За ваші пісні інший чоловік віддав би, може, й душу», – натяк на визнання й разом з тим вказівка на джерело, з якого виник перший прояв почуття. Стосунки з Лесею Милорадовичівною можна назвати «пісенним романом». Спів молодої Лесі став для Куліша Новалісовою «блакитною квіткою», релігійним пісенним символом. 
Юрій Шевельов у статті «Кулішеві листи і Куліш у листах» пише про Куліша: «Поміж його сучасниками на Україні листи Куліша унікальні своїм темпераментом, своєю філософією і своїм стилем. Нема сумніву, що Куліш палко і пристрасно вірив у свої погляди. Але, як, мабуть, кожного пророка, вчителя і лікаря, його також захоплювала можливість (здебільша уявна) маніпулювати людьми. У своїй російськомовній повісті «Яков Яковлевич», якоюсь мірою побудованій на спогадах дитинства, Куліш пише про себе в школярському віці: «Я воодушевлялся собственною своєю речью. Воображение моє играло, как мотылек в лучах солнца. Я приходил в волнение, как чародей, обьявляющий убогим людям блестящую будущность. Но это не мешало мне следить за впечатлениями, какие мой рассказ производил на Якова Яковлевича». Якщо Куліш був таким у дитинстві, він лишився таким на все життя. Аналітичність не перешкоджала щирості патосу, щирість і напруга патосу не виключали аналітичности». «Безнастанна поза повчання» – це одна з найпитоміших рис усього Кулішевого листування.
	Стиль кохання Куліша носить функцію соціальної чинності. Він вважає, що «не можна влаштовувати своє життя як своє, дбати про себе задля себе». Колективне «ми» вище за індивідуальне «я». Дізнавшись 1858 року, що Тарас Шевченко хоче одружитися, Куліш його осудив, адже «Шевченкові треба вчинитись великим поетом на всі вічні роки, а не просто про себе дбати». Героїчність Куліша – жертовна, кохання – служба, громадський обов’язок. Так, «виховуючи» молоду Милорадовичівну, Куліш, як зазначає Домонтович, робить з неї слухняну ляльку. Але сам уже не хоче бути з нею, адже 1857 р. він знайомиться з «жінкою-гражданкою», «жінкою-чоловіком» Марком Вовчком. 
	Куліш редагує її «Народні оповідання» й вводить у літературний світ. Іван Тургенєв згадує, що її талантом захоплювалися Шевченко, Костомаров, Галаган, Макаров, Білозерський... Для Куліша «весь світ змикається у Марку Вовчку», вона – образ нової, емансипованої жінки. Але в неї й багато інших іменитих поклонників: тургенєв, Герцен, Пасек... Куліш починає набридати Маркові Вовчку своїми пересторогами й повчаннями. 40-річний, він поводить себе, як хлопчик, а його розмови про смерть нагадують «Страждання молодого Вертера» Гете. 
	Два останніх розділи книги Домонтовича присвячені стосункам Куліша з Параскою Глібовою (у Чернігові) й Ганною Рентель (у Полтаві), обидва романи – 1860 року. Параска – дружина відомого байкаря Леоніда Глібова. Куліш і тут зберігає протиставлення «високого себе й мізерної її», «зіпсованої дитини», говорячи про свої високі ідеали й перевиховання жінки, а при цьому ведучи роман із нею на очах її чоловіка. В листах обіцяючи їй, що приїде до Чернігова, сам їде за кордон. Пізніше в тому ж році Куліш приїздить до Полтави до давнього приятеля Пільчикова, де знайомиться з молодою вродливою панянкою Ганною Павлівною Рентель. Саме в той час у Рентель був закоханий і Олександр Кониський. Куліш і Кониський конкурують перед панночкою в коханні, а також як поети. 

### Алієнація, безґрунтянство й «донжуанізм» Куліша
У «Романах Куліша» виразно окреслилася тема алієнації, безґрунтянства, що особливо важлива для наступних романів Домонтовича (зокрема, «Без ґрунту» 1942–1943, виданий в 1948 р.). Пантелеймон Куліш – це «піонер з сокирою важкою» у безлюдній пущі, це національний пророк без нації, громадський діяч та ідеолог – без громадянства. Самопочуття людини, яка, за автохарактеристикою самого Куліша, «зійшла з рейок», опинилася на марґінесі епохи, – дуже цікаве й близьке людині рубежу двадцятих-тридцятих років, модерністові, що мусить якось адаптуватися до соцреалістичної епохи. Куліш суперечливий і непослідовний, це «людина без синтезу». Він свідомо культивує невтіленість, розлад, розрив, як у своїх творах, так і в романах з Милорадовичівною, Глібовою, Марком Вовчком, Рентель. 
Через стосунки свого персонажа з жінками та його «педагогічну еротику» Домонтович аналізує психологічну й ідеологічну роздвоєність Куліша, його половинчатість, компромісність, намагання не так любити, як «просвіщати» жінок. У романі «Доктор Серафікус» головного героя названо Фаустом і Дон Жуаном водночас, але це донжуан – максималіст, який, прагнучи всіх жінок і не маючи змоги цю жагу задовольнити, вирішує не мати жодної. Пантелеймон Олександрович ніби не мав нічого проти репутації ловеласа й донжуана, однак «коли він і палав, то палав, зберігаючи всі властивості криги». «З усієї практики Дон Жуана в нього лишилося єдине почуття: холодний дотик важкої руки Командора і жах від того дотику. Побажавши жінку, він уже чув кам’яні кроки статуї. Він уже бачив розвернуту перед ним землю й полум’я пекельної безодні, що проковтує його. Він кохав, зважаючи на обставини. /.../ Цей Дон Жуан – Дон Жуан обережності». 
Гострі коментарі Петрова до Кулішевих листів – це іронія модерніста, який деконструює «пишновелич- ний» романтичний стиль, і нещадність деяких його характеристик пояснюється приналежністю до покоління, яке намагається нарешті збутися обтяжливої спадщини романтизму й зруйнувати, спародіювати той пасеїстично-солодкавий стиль, що ним так довго послуговувалася вітчизняна словесність. Якщо порівняти тексти Віктора Петрова з романізованими біо-графіями видатних письменників тої доби («Байрон», «Олімпіо, або життя Віктора Гюго» Андре Моруа, життєписи Гельдерліна та Клейста, написані Стефаном Цвейгом, «Пушкін» Юрія Тинянова), то український автор видається чи не найбільш іронічним щодо «об’єкта» зображення. Це пояснюється насамперед тим, що Петров, як і інші неокласики, вбачає своє над-завдання у розвінчанні все ще авторитетної романтичної традиції, адже піднесено-сентиментальним, перечуленим, пророчим стилем метра Куліша його епігони почасти продовжували послуговуватися і при початку століття двадцятого... З одного боку, автор показує, що риторика Кулішевих листів наскрізь цитатна і не розкриває конкретику індивідуального почуття, так що про щирість тут просто не може йти мова; а з іншого – він високо поціновує Кулішеву прагматичну, аж ніяк не романтичну любовну стратегію, способи завоювання дівочого серця. У своїх любовних діях Пантелеймон Олександрович сухий, «формульно» раціональний і прагматичний, у стилі висловлювань — захмарно піднесений, неземний, романтичний. 
	Усі романи Куліша Петров-Домонтович називає «напівроманами», «напівкоханнями». Соціальна неможливість жити сповна була водночас й особистою, моральною, психічною, сексуальною. Куліш сам штовхає Марка Вовчка до Тургенєва, часто грає роль «платонічного третього» в коханні інших двох.

## Видання
- Віктор Домонтович. «Романи Куліша». Харків: «Рух». 1930 ? стор.
- Віктор Домонтович. Проза у трьох томах. Ню-Йорк: Сучасність. 1988-1989. (серія «Бібліотека Прологу і Сучасності») ISBN 3-89278-011-0 (I-III томи)

- Том I. Апостоли (оповідання); Дівчина з ведмедиком, Аліна й Костомаров, Доктор Серафікус (повісті). Редакція й супровідна стаття: Юрій Шевельов. Примітки: Юрій Шевельов; суперобкладинка: Ярослава Ґеруляк. Ню-Йорк: Сучасність. 1988, 519 стор. ISBN 3-89278-008-0 (том I)
- Том II. Романи Куліша, Без ґрунту (повісті). Редакція й супровідна стаття: Юрій Шевельов. Примітки: Юрій Шевельов; суперобкладинка: Ярослава Ґеруляк. Ню-Йорк: ?. 1989, 477 стор. ISBN 3-89278-009-9 (Том II)
- Том III. Розмови Екегартові з Карлом Гоцці та інші оповідання (всього 28 оповідань і нарисів). Редакція й супровідна стаття: Юрій Шевельов. Примітки: Юрій Шевельов; суперобкладинка: Ярослава Ґеруляк. Ню-Йорк: Сучасність. 1988, 558 стор. ISBN 3-89278-010-2 (Том III)

- Віктор Домонтович. Вибрані твори.[3] Упорядник та автор передмови: Віра Агеєва. Київ: Книга, 2008. 382 стор. (серія "Твори української діаспори"). ISBN 978-966-8314-44-5 (завантажити))
- Віктор Домонтович. Самотній мандрівник простує по самотній дорозі: романізовані біографії.[4] Упорядник та автор передмови: Віра Агеєва. Київ: Спадщина, 2012. 376 стор. ISBN 978-966-2685-12-1